# Hubert de Tombeur
Hubert de Tombeur (Tienen, gedoopt 27 maart 1649 - Brussel, 13 maart 1730) was kandidaat in de rechten, hoog ambtenaar en genealoog in Tienen.

## Levensloop
Hubert de Tombeur, heer van Hampteau, was een jongere broer van Nicolas De Tombeur.
In 1699 werd hij benoemd tot eerste raadslid van de Grote Raad van Mechelen. Daarna werd hij lid van de Particuliere Raad van de gouverneur-generaal in Brussel. In 1718 werd hij ook nog benoemd tot 'conseiller de longue-robe'.
Hij stelde een belangrijke verzameling stambomen samen.
Zijn zoon, Hubert de Tombeur, heer van Lier en Grimbergen, werd in 1716 raadsheer in de Grote Raad van Brabant.